# Робітничі дисциплінарні суди
Робітничі дисциплінарні суди — товариські суди, вперше запроваджені урядом РРФСР (декрет «Про робітничі дисциплінарні суди» 14. 11. 1919). РНК УСРР 12 червня 1920 ввела в дію на території України декрет «Про робітничі дисциплінарні товариські суди», яким передбачалися порядок створення судів, їхня структура, права та обов'язки членів, визначалися заходи покарання для злісних порушників трудової дисципліни. Організація Р.д.с. активно розгорнулися на вугледобувних підприємствах металообробної промисловості Луганська, Харкова, Катеринослава (нині м. Дніпро), Миколаєва, Маріуполя, Юзівки (нині м. Донецьк) та ін., на ударних та особливо важливих заводах Центрального управління важкої індустрії, які працювали на оборону. Р.д.с. діяли і в легкій промисловості, вони були організовані серед залізничників, робітників цукрової промисловості, друкарів, будівельників, шкіряників, швейників, радянських службовців. Особливо активно працювали товариські суди цих категорій робітників на Донбасі, в Харкові, Катеринославі, Миколаєві, Києві. Менш активними вони виявилися на підприємствах деревообробної та хімічної промисловості України, оскільки їх організація розгорнулася в цих галузях лише наприкінці 1920. За порушення дисципліни праці, дезорганізацію виробництва Р.д.с. застосовували такі види покарання: зниження заробітної плати, переведення на найважчі примусові та понадурочні роботи, ув'язнення в трудових таборах, а у виняткових випадках передавали справи до військового трибуналу. Методи боротьби, які використовували Р.д.с., свідчили про стиль керівництва більшовицької держави диктатури пролетаріату щодо робітничих мас.